# 丸子與銀河龍
《丸子與銀河龍》是由TOKYOTOON制作并发行的文字冒险类视觉小说，于2020年2月28日发售。本作的英文、繁简中文版由HOBIBOX和Shiravune（时称ShiraVN）代理，于同一日在Steam发售，并于2020年年底追加法语版本。本作亦被移植至任天堂Switch平台，于2022年4月28日发售。本作讲述了幼时被外星人俘虏并拐卖后成为银河大盗的主人公丸子与她的同伴银河龙前往地球寻找自己的母亲的故事。
本作由制作了《野良与皇女与流浪猫之心》的HARUKAZE所开设的全年龄品牌TOKYOTOON制作，在制作时制作团队受到了欧美视觉小说的影响。与其他同类游戏相比，本作的插图数量显著地比其他作品要多，高达1000余张。此外，本作还在游戏中插入了多段以欧美卡通风格绘制的过场动画。
本作发售后得到了评论者的好评，评论者将本作视为太空歌剧版本的《萬里尋親記》，同时认为本作大量的插图和卡通动画令人耳目一新，但对本作的故事褒贬不一。本作获得了萌系游戏大赏2020年2月的玩家支持赏第二名，并获得了同年度的创新奖金赏。

## 游戏系统

本作中引入的卡通风格动画短片。图中角色为卡通风格的主人公「丸子」，她的头上顶着角色「紧急食品」

《丸子與銀河龍》採取戀愛冒險游戏的遊玩方式，玩家遊玩時需要閱覽屏幕上所顯示的文本以了解故事情節和人物之間的對話。文字與人物的立繪和背景一同出现，用以表示当前正在说话的對象。對話對象的立繪會隨著對話進行而變化，根據對話的内容做出不同動作或表情。本作在部分場景中會出现代替背景和人物立繪的電腦圖像插画。遊戲中會在預設的段落中出現行為選項供玩家選擇，下一段文本在做出選擇前並不能夠顯示。此外，玩家可以随时打开对话记录，查看已经阅读过的内容。本作还支持玩家快速保存、读取游戏进度，甚至允许玩家快速跳转到分支选项处。
与其他恋爱冒险游戏不同的是，本作几乎全部由角色之间的对话构成，且均有完全的配音。本作几乎没有旁白式叙述，展现形式如同戏剧。本作中虽然有可供玩家选择的选项，但数量只有一个，且不会对结局造成任何影响，本作只有一个结局。一般的恋爱冒险游戏中包含的電腦圖像插画数量大约在100－200张左右，但本作仅仅在试玩版部分便达到了这个数量。本作拥有远超其他同类游戏的插画数量，总数超过1000张。本作的另外一大特色是在玩家阅读故事的过程中，游戏会偶尔插入与其他部分风格迥异的、以欧美卡通风格绘制的动画短片。含开场和结尾动画在内，本作一共有10段这样的短片。在短片播放的过程中，玩家可以将鼠标移动至游戏画面右下角唤出影片播放控制组件。此外，游戏中还插入了迷你小游戏。玩家在通关后可以在游戏的收藏界面欣赏所有音乐、插画和动画短片。

## 剧情大纲
本作的主人公丸子拥有钢琴天赋，6岁时便在大赛中获奖。在宇宙的另一端，耶梦加得·白垩遭到排挤，聆听丸子的钢琴演奏成为了她唯一的心灵慰藉。白垩的父亲阿斯塔录为了白垩，入侵地球，将丸子绑架，试图将她变成专属白垩的奴隶。然而中途丸子被强盗咚斯葛洛盗走，成为了他的奴隶，并被培养为一名小偷，专门偷取已被毁灭的星球上的宝藏。在被拐卖的生活中，丸子邂逅了银河龙阿尔可。阿尔可生于银河中心的黑洞，总是处于饥饿状态，想找朋友但是没有人愿意接近她。阿尔可在遇见丸子后，吃掉了她被拐卖的悲伤记忆，并与她一起生活。
十年后，丸子和阿尔可已经成为了宇宙闻名的银河大盗，二人在本作开场前往刚被毁灭的加尔星偷取了宝物「蜥蜴石」。在完成任务后，丸子决定前往地球寻找自己的亲人并找机会将蜥蜴石卖掉，回到了家乡「金紐市」。另一方面，渴望支配银河的阿斯塔录派出女儿白垩前往地球抢夺蜥蜴石；被阿斯塔录毁灭的加尔星人的末裔盖勾亚也前往地球追杀白垩。在金紐市，丸子遇见了自己的母亲恩田光子以及亲姐姐樱子和游子，但起初并未认出她们。丸子和阿尔可与多位同龄人结为朋友，而在与白垩和盖勾亚相遇后，二人发现蜥蜴石具有支配整个银河的力量，银河中有多股势力也盯上了蜥蜴石，四人只得与当地学校的学生联手，保卫地球，挫败了多起夺取蜥蜴石的阴谋。阿尔可还在当地的牙医潘达古拉夫处拔出了困扰阿尔可多年的蛀牙。
不久，阿斯塔录亲自前来夺取蜥蜴石，他扭断了丸子的手腕，将阿尔可打成重伤，夺走了蜥蜴石并获取了其力量。阿斯塔录还派出怪物试图摧毁地球，但被众人筹备多年建造的炮台击溃。潘达古拉夫用拔出的阿尔可的蛀牙为丸子改造并拼接了一副新的手腕，丸子前往宇宙与奄奄一息的阿尔可一同击败了阿斯塔录，摧毁了蜥蜴石。阿尔可对自己吞噬丸子及其家人的记忆一事感到后悔，她决定离开丸子，回到黑洞中，并将丸子送回地球。
在游戏的最后，盖勾亚决定留在地球保卫地球；丸子则与亲人告别，同白垩一起前往宇宙继续银河大盗的旅途，坚信她们还能与阿尔可再会。

## 登场角色
（参考来源：:2－25）

### 主要角色
丸子（聲優：井澤詩織）
本作的主人公，本名是恩田丸子。她拥有钢琴天赋，6岁时便在大赛中得奖，但遭到外星人绑架和拐卖，最终成为奴隶，作为银河大盗扫荡废弃星球上的宝物。眼神凶恶，性情冷淡。她在被拐卖的十年间遇见了银河龙阿尔可，阿尔可吃掉了她悲伤的记忆，导致她失忆。她在一个废弃星球上盗取了蜥蜴石后凭借一张损毁的与母亲的合照前往地球寻找自己的亲人。在游戏的最后，阿尔可与她分别，丸子向自己的母亲和姐弟告别后与白垩踏上了银河大盗的征程，寻找阿尔可。
阿尔可（聲優：吉田有里）
银河中独一无二的銀河龙，生于银河中心的黑洞，肚子时常很饿，长有蛀牙。虽然渴望交上朋友，但是最终总是以吃掉对方告终，导致没有人愿意接近她。她邂逅了丸子，吃掉了丸子痛苦的记忆，也吃掉了其母亲痛失爱女的记忆。她与丸子约定好在她最美味的时候吃掉丸子，与丸子一同生活。在游戏的最后，她将丸子送回地球，自己回到银河中心的黑洞，二人就此分别。她之后独自一人成为银河大盗寻找宝藏。
耶梦加得·白垩（聲優：石見舞菜香）
企图征服银河的阿斯塔录的女儿，少有感情起伏。她不满父亲为了满足她不惜毁掉其他星球的行为，渴望杀死自己的父亲。她受父亲之命前往地球抢夺蜥蜴石，最终与丸子一起前往宇宙，踏上银河大盗的征程，寻找阿尔可。
盖勾亚·腔棘（聲優：田村睦心）
被阿斯塔录毁灭的星球「加尔」的最后一位幸存者，持有宝剑「腔棘鱼」。星球被毁灭后，宝物蜥蜴石被丸子盗走。她痛恨阿斯塔录，希望复仇，仇视白垩。性格豪迈，最终留在地球一同保卫人类。

### 次要角色
恩田樱子（聲優：大地葉）
隶属于伊勢崎学園高中部学生会，是主人公丸子的姐姐。战斗力强，经常拉着逃课的琉璃到学校，积极保卫金紐市。
恩田游子（聲優：引坂理繪）
樱子和丸子的姐姐，伊勢崎学園毕业生。开有一家茶店。
琉璃（聲優：菲魯茲·藍）
樱子的後輩，在蕎麦店打工，经常翘课而被樱子抓。是丸子等人来到金紐市后交到的第一个朋友。
泰拉·伊勢崎（聲優：内山夕实）
伊勢崎学園高中部学生会长，家族企业伊勢崎重工的长女。性格不沉稳，经常受骗。为了抵御宇宙的侵略建立了炮台。
菈卡·伊勢崎（聲優：鈴代紗弓）
泰拉的妹妹，管理伊勢崎家族的财政。行事稳重，关注家族企业的股价。
黑崎鷹緒（聲優：大森日雅）
学生会成员，伊勢崎家的得力助手，喜欢看书。
潘达古拉夫（聲優：種崎敦美）
牙医，同时也在银河中非法行医，当前躲藏在地球营业。她帮阿尔可拔掉了蛀牙，又用拔下来的牙齿改造并拼接了丸子被扭断的手腕。
市长（聲優：春野杏）
金紐市的市長，还是孩子。为了保护城市不被侵略提出了很多提案，但是没什么人听从她。
紧急食品（聲優：田中貴子）
丸子捡到的拥有猪的外表的生物，在丸子和阿尔可的旅途中帮助她们。丸子和阿尔可宣称会在极端情况下吃掉牠，但直到二人分别都没有实现。
原（聲優：野津山幸宏）
丸子骑行用的滑板车，能在宇宙空间中骑行。在某一天获得了力量，可以说话。

## 主题曲
（参考来源：:52－55）

开场曲Hunger and Orb
作词：，作曲、编曲：齋藤優輝
演唱：konore
插入曲、结尾曲The Galaxy Dragon
作词：，作曲、编曲：，小提琴演奏：富冈利奈
演唱：
插入曲The Blue Star
作词：，作曲、编曲：
演唱：今角夏织
插入曲Denderaryuba
编曲：
演唱：
插入曲The Goodbye Song
资料未公开
插入曲Universe
作词：，作曲、编曲：
演唱：今角夏织

## 开发
本作的开发商TOKYOTOON基本由美少女游戏公司HARUKAZE的原版人马组成。在制作了《野良與皇女與流浪貓之心2》之后，制作团队将目光聚焦在了面向全球制作全年龄游戏以及在游戏内容上进行创新两方面。为了面向全球制作全年龄游戏，HARUKAZE顺应业界通行的做法，另外设立了TOKYOTOON专注于全年龄事业，而原先的HARUKAZE则专注于成人游戏领域。制作团队早在开发《野良與皇女與流浪貓之心》的时候便开始关注动画这一载体。在本作发售之前，他们还与新銳動畫共同企划制作了《NULL & PETA》，并在2020年1月31日发售了其游戏。
制作团队意识到视觉小说在日本之外越来越受到关注，《心跳文學部！》在经过YouTuber的传播后其影响力远非日本能比，Steam上视觉小说和独立游戏的发展形势良好。这让制作团队得知在日本之外也有能够欣赏视觉小说类型游戏的玩家，从而愿意为他们创作全新的IP。但是在《野良与皇女与流浪猫之心2》发售后，制作团队感到想法枯竭，这迫使他们必须寻求创新否则就没有突破。日本之外的视觉小说拥有丰富的创意，令制作团队担心日本业界会创意枯竭，故希望本作也拥有创意。制作组受到了《梦幻老爹：老爸约会模拟》《VA-11 HALL-A》等游戏的影响，这些游戏让他们意识到他们可以更为自由地创作游戏内容。为了进攻全球市场，制作团队特意邀请了从未接触过视觉小说的玩家多次试玩游戏，根据他们的意见调整了游戏的内容。制作团队希望本作可以丰富视觉小说游戏的表现力。
制作团队在制作本作的时候特别注重游戏的“节奏”。社交遊戲能够席卷全球的原因是它们能够让玩家在五秒钟内便感到有趣，但这正是视觉小说的弱点。制作团队抱有对社交游戏的对抗心理，希望本作也能像社交游戏一样在五秒钟内便能让玩家感到有趣，为此特意加快了本作的节奏。制作团队相信他们可以为玩家创造出适宜的游戏节奏，并在《野良与皇女与流浪猫之心2》发售后对其进行了探索。在《野良与皇女与流浪猫之心》1和2两部作品中，制作团队使用了一位旁白角色创造节奏；在本作中，制作团队决定让图画展现更多的信息，而使用更少的文字，将焦点聚焦在角色之间的对话之中。为了照顾本作的快节奏，制作团队在本作中排除了恋爱元素，制作团队承认这是非常大胆的行为。此外，游戏中多个角色的外表前后存在变化，而制作团队为了不打断游戏节奏而拒绝深入向玩家详细阐明设定。由于本作让图画展现信息且聚焦对话，本作的电脑图像插画数量因而增加。制作团队为了应对数量大量增加的插画绘制任务，学习了动画的工业化制作模式，采取类似于仅制作动画原画的流程，将其进行外包，分工完成，由本作的角色设计大空树负责最终的统筹和统合。
本作的制作人hato（はと）认为文字冒险游戏拥有戏剧、话剧、落語的所有要素。他喜欢卡通动画，也想尝试在游戏中插入卡通动画，同时认为日本之外的玩家会对卡通动画非常熟悉。制作团队希望第一个在视觉小说中引入欧美卡通动画的团队是日本团队而非欧美团队，也为了证明日本也有能力制作出这样的游戏，最终决定在本作引入卡通风格的动画。制作团队在日本搜索了有能力制作插入游戏中的欧美卡通风格动画的公司，结果发现符合条件的公司屈指可数。制作团队最终找到了一个能够满足要求的工作室，将制作动画部分的任务交给了他们。本作动画由Uguisu工房（うぐいす工房）制作，来自Uguisu工房的土笔山担任本作动画部分的监督。他本人喜欢卡通，也渴望制作卡通，但是一直苦于没有制作卡通的机会。本作的动画制作以创意为准，就算是内容有些飞跃的想法只要有趣都会尽量采用:77。制作团队相信文字和卡通动画各有长处，而将二者混合在一起可以相辅相成，插入动画可以表现文字所无法描述的动作场景。制作组参照《探險活寶》和迪士尼动画将日本深夜動畫融入自身的方式，反过来将卡通动画元素整合在本作中，优先在“需要说明但是内容不够有趣”和“仅靠静止画面无法表现”的地方插入卡通动画，借此希望使用有趣的方式传达内容。本作的文字冒险部分和卡通动画部分的制作互相影响，部分在卡通动画制作部分提出的想法最终影响到了文字冒险部分。动画制作团队需要一个可以任意变形的角色来实现其有些飞跃的想法，最终创造了“紧急食品”这个角色。这个角色随后成为在文字冒险部分占有重要戏份的角色:77。除了紧急食品，助力车“原”也是因动画需要而最终进入文字冒险部分的角色。本作的卡通动画充满了夸张元素，制作团队有意在卡通动画中舍弃现实世界的真实性，提高戏剧性，以此展现视觉小说这一载体的自由性，加快故事的节奏。游戏第一段动画前的文字部分一度很长，但是制作团队最终将其全数删去。制作团队相信这种艺术形式在数年后会得到大众的理解并接受。
本作的角色设计由大空树负责。其中，hato希望创造出坚强的女主人公形象，丸子的眼睛原本被设计地更为圆润，但是在hato的要求下改成了三白眼，目的是让玩家更容易想象整体的画面。此外，hato还经常从原画师画出的吉祥物角色中获取角色设计的灵感。hato认为金发的角色适合喜剧，为此要求设计了很多金发角色。制作团队在创作的过程中也不断对角色的形象设计进行微调，例如让丸子的幼年形象更加具有风度、阿尔可的性格更为马虎、樱子的性格更为认真等。本作的故事具有宇宙的元素，制作团队希望将故事主题设定为读者都接触过的内容，选定了家庭和母亲相关的内容。《野良与皇女与流浪猫之心2》中有类似主题的路线，但是制作团队希望写出与该作品不一样的内容。本作的剧本由hato编写，而本作的游戏执行脚本也由他直接编写，而非将其外包给专业的公司。本作使用了基于吉里吉里制作的游戏引擎，并在其基础上进行进一步修改。在加快游戏节奏的同时制作团队也意识到了游戏的音乐很重要，本作的音乐需要切合本作的画面，所以显得风格较为激烈。制作团队认为传达场景内容非常重要，所以為了渲染氣氛，而加入一定數量的音乐，最终本作拥有的音乐数量接近70首。制作团队认为音乐能比文字更直接地传递内容，因而在游戏中加入了很多时长30秒左右的短配乐，并且在音乐的配置和画面的切换等方面进行了大量尝试。hato直接告诉作曲家本作的片头曲应当类似于乐队歌曲，并且通过中间人找到了konore演唱主题曲。本作片头曲的歌词由hato创作于游戏开发的中期阶段，他习惯于创作与登场角色相关的歌词内容，在本作中他以丸子和阿尔可“打倒敌人的二人”为主题创作片头曲的歌词。

## 发行
TOKYOTOON在2019年10月25日公开了本作的官方网站，并在同日公开了游戏的宣传片和发售日。同日制作团队也开启了本作的预售，宣布本作分为仅包含游戏本身的“STANDARD EDITION”（标准版）和附带原声音乐CD、设定资料集以及特别迷你游戏在内的“GALAXY EDITION”（银河版），并公开了店铺特典。制作团队随后在2019年12月13日公开了本作的声优阵容和部分电脑图像插画。TOKYOTOON在同月27日正式公开了本作的日文、英文体验版供玩家下载，同时还宣布本作会在Steam同步发售，正式版还会新增对繁简中文的支持。本作的片头曲也在同日公开。制作团队有意注重于日本外的宣传工作，特意跳出日本玩家常用的Twitter，在Facebook、YouTube、Instagram等平台宣传本作，不过成效不算理想。
本作于2020年2月28日如期正式发售，Steam版本则由HOBIBOX和ShiraVN代理发行。本作的法语版本则在2020年12月25日追加。为了纪念本作发售，丸子和阿尔可的配音演员井澤詩織与吉田有里在YouTube上播出了广播节目《丸子与阿尔可与银河广播》（日语：マルコとアルコと銀河ラジオ）。制作团队还原定举行本作的发售活动，但是因为疫情而被迫延期，而后中止。在发售后，TOKYOTOON在2020年8月起又先后推出了本作相关的T恤衫、手提包、擦拭布、丸子所穿的絲卡將等周边供粉丝购买。此外，制作团队还计划创作本作角色相关的短篇故事等衍生作品。
本作的任天堂Switch移植版本由HuneX制作，于2022年3月24日宣布在同年4月28日发售。与原版相比，本作的任天堂Switch版本在游戏演出方面存在更改，亦大幅下调了原版在日本广为诟病的高昂售价。

## 评价
| 媒体      | 得分 |
| --------- | ---- |
| IGN Japan | 8/10 |

| 媒体         | 奖项               |
| ------------ | ------------------ |
| 萌系遊戲大賞 | 创新奖（2020年度） |

本作获得了多数良好的评价，评论者普遍将本作描述成太空歌劇版本的经典动画《萬里尋親記》，游戏网站电Faminicogamer（電ファミニコゲーマー）认为本作为玩家提供了美少女游戏历史上前所未见的全新体验。
评论者对于本作的故事和节奏褒贬不一。IGN日本分部为本作评测的今井晋批评本作的故事混乱，发展非常随性，经常在故事的主线剧情中随意插入旁支剧情，而这些旁支剧情的搞笑内容冲淡了故事主线所讨论的严肃话题，且在故事高潮处的叙事力度偏弱，无法给玩家带来深刻的印象。而电Faminicogamer的评论者tnhr在点评本作时也指出本作的故事不够深刻，没有深入挖掘本作的主题以及角色的背景故事。不过评论者均肯定了本作插入的笑料、卡通动画、戏剧化的对话能够带给玩家愉悦，令人会心一笑，留下深刻的印象。本作的节奏偏快，tnhr认为其节奏良好，但是今井晋却指出本作的故事发展速度太快，读者读完后仍然感到云里雾里，虽然做到了让玩家五秒钟内就感到有趣，但是不一定符合玩家对视觉小说类游戏的期待。触乐的评论者李应初使用「电波」一词评价本作，即只有对上创作者的脑电波，才能体会到游戏的乐趣。
不过本作的其他方面得到了媒体的赞赏。李应初赞美本作宛如「漂浮在银河里的放映厅」。今井晋赞扬了本作的卡通动画，但同时也发现其数量偏少且有复用画面，推测在动画的制作过程中受到了经费和工期的限制。游戏媒体普遍赞美本作的角色充满魅力、富有个性、可爱且吸引人。李应初赞扬本作的配音优秀，今井晋也特别指出丸子的配音演员井澤詩織在故事的高潮部分的表现富有感情，而其他角色各自的背景故事也缓解了本作故事的诸多问题，但也批评部分角色如盖勾亚的形象较为浅薄，制作组未能充分利用角色。本作的电脑图像插画数量庞大，游戏网站GameSpark的评论者吉田辉和将其比作一场高質素的动画电影，但是今井晋同时指出作为代价本作的角色站立图（立绘）的变化偏少，且部分场景令玩家感到怪异。本作的音乐質素得到了评论者的赞赏，唯部分配乐的重复使用次数非常多。今井晋总结认为本作的实验性质较多，而tnhr则希望市面上出现更多受本作影响的优秀的作品。
本作破關所需時長為6－10小时不等，体量较小。但是本作PC版仅标准版在日本的售价就为7,800日元。这个价格高出同样体量的同类游戏，引发评论者抱怨；而本作在日本之外的售价远低于日本售价，被触乐的评论者李应初赞赏为「良心」。李应初同时也指出本作的中文版本存在一些不影响玩家理解的错别字问题。

### 反响
本作在试玩版发布后，于玩家之中引发了轰动。法国的玩家一度误以为本作是全新的动画作品，而在台湾本作也有不错的回响。在本作发售后，美国和华语圈的反响非常热烈，在泰国也出现了一些讨论。有粉丝为本作创作粉丝作品，亦有粉丝将本作翻译为俄语。本作的初期销量超越了制作团队的前作《野良与皇女与流浪猫之心》；在DMM上，本作2020年的销量位于年度第七。本作获得了萌系遊戲大賞2020年2月的用户支持奖第二名，同时在当年度获得了“创新奖”。来自电脑妄想开发室的专栏作家今俊郎为本作撰写颁奖词，他肯定了创作团队的雄心壮志和挑战精神，认为虽然本作并非他人能轻易模仿，但是揭示了美少女游戏全新的可能性。